# Broter ovicollis
Broter ovicollis is een keversoort uit de familie loopkevers (Carabidae). De wetenschappelijke naam van de soort is voor het eerst geldig gepubliceerd in 1923 door Andrewes.